# Juan Gorraiz
Juan Gorraiz (* 30. November 1954 in Madrid) ist ein spanischer Physiker und Schriftsteller.

## Leben
Nach der Matura am Lycée Francais de Madrid studierte Gorraiz Physik an der Universität Complutense Madrid. Magisterium und Doktorat erwarb er an der Universität Wien (Physik, Physiologie).
Seit 1978 lebt er in Wien und seit 1985 ist er bei der Österreichischen Zentralbibliothek für Physik, Bibliotheks- und Archivwesen der Universität Wien als Leiter der Benutzungsabteilung und Dokumentlieferdienst und seit 2008 als Leiter des „Team Bibliometrie“ beschäftigt. Vortragender bei der Grundausbildung für den Bibliotheks-, Informations- und Dokumentationsdienst (BID), Verwendungsgruppen A, B, C und D, heute, Universitätslehrgang „Library and Information Studies MSc“, an dem Fachhochschul-Studiengang Informationsberufe (Eisenstadt) und beim IuD-Lehrgang der Österreichischen Gesellschaft für Dokumentation & Information.
Als Bibliothekar widmet er sich der Bibliometrie und Szientometrie, fasziniert von der Herausforderung der Quantifizierung des Unmeßbaren in einer multidimensionalen Welt. Gleichzeitig veröffentlicht er Prosa und Lyrik auf Deutsch und Spanisch.
Zu seiner Philosophie gehören folgende Sprüche: „Das Leben ist absurd. Deshalb sollen wir die Ästhetik der kleinen, banalen und unergründlichen Sachen, darunter die Liebe, genießen.“ „Das Schicksal ist nur die übliche Erscheinung des Zufalls.“ „Eine der größten Darlegungen von Intelligenz ist der Ungehorsam, vor allem wenn er die einzige Option zur Erfüllung unserer Wünsche oder Verwirklichung unserer Ideen darstellt.“

## Publikationen (Auswahl)
Wissenschaftliche Arbeiten
- Juan Gorraiz, C. Schlögl: Wissenschaftliche Bibliotheken – ein Auslaufmodell?. In: B.I.T.online. 9 (2006) Nr. 2.
- Juan Gorraiz, C. Schlögl: Zeitschriftennachfrage bei der Dokumentlieferung. Eine Analyse der Artikelbestellungen an der Österreichischen Zentralbibliothek für Physik. ISI, 2004, S. 163–186.
- Juan Gorraiz, C. Schlögl: Bibliometric analysis of Subito, a document delivery system. Correlation of journal demand and citation frequency. In: Zeitschrift für Bibliothekswesen und Bibliographie. Band 50, Heft 3, S. 131–140, 2003.
- Juan Gorraiz, C. Schlögl, C. Bart et al.: Evaluating two Austrian university departments. Lessons learned. In: Scientometrics. Band 56, Heft 3, S. 287–299, 2003.
- Juan Gorraiz, H. Horvath, G. Raimann: Influence of small color differences on the contrast threshold. Its application to atmospheric visibility. In: Applied Optics. Band 25, Heft 15, S. 2537–2545, 1986.

Belletristik
- Nächte aus Seide. Internationaler Lyrik-Verlag, Wien 1984, ISBN 3-85438-041-0.
- Die Farben des Schweigens. Internationaler Literatur- und Lyrik-Verlag, Wien 1988, ISBN 3-85438-164-6.
- Goliath contra David. Huerga & Fierro, Madrid 2002, ISBN 84-8374-304-3.